# Daulotypus gibbosipennis
Daulotypus gibbosipennis is een keversoort uit de familie zwamkevers (Endomychidae). De wetenschappelijke naam van de soort werd in 1926 gepubliceerd door Wilson.